# Walton (Suffolk)
Walton – wieś w Anglii, w hrabstwie Suffolk. Leży 17 km na południowy wschód od miasta Ipswich i 114 km na północny wschód od Londynu.